# Горо
Это статья о географическом объекте. О персонаже игры Mortal Kombat смотрите Горо (Mortal Kombat).
Горо (итал. Goro, эмил.-ром. Gòr) —  коммуна в Италии, располагается в регионе Эмилия-Романья, подчиняется административному центру Феррара.
Население составляет 4091 человек, плотность населения составляет 132 чел./км². Занимает площадь 31 км². Почтовый индекс — 44020. Телефонный код — 0532.
Покровительницей коммуны почитается Пресвятая Богородица (Santa Maria delle Grazie).

## Известные люди
- Мильва, певица и актриса